# Kwasi & Kwame
Kwasi en Kwame o Kwasi & Kwame es una ópera de cámara en dos actos, 21 escenas, con música del británico Jonathan Dove y libreto en inglés de Arthur Japin, basado a su vez en su novela De zwarte met het witte hart (literalmente, "Los dos corazones de Kwasi Boachi", 1997). Se estrenó en noviembre de 2007 en Róterdam (Países Bajos).
Tiene una duración de dos horas. Fue compuesta en el año 2007 por la Ópera O.T. (Onafhankelijk Toneel). La novela holandesa en la que se basa fue un superventas holandés que pronto fue traducida a otros idiomas. Los directores Mirjam Koen y Gerrit Timmers encargaron al británico que le pusiera música, siendo el libreto obra del propio novelista.
Narra la historia de Kwame Poku y Kwasi Boachi, dos príncipes ashanti que de su Ghana natal fueron llevados, de niños, a la corte del rey Guillermo I de los Países Bajos en el año 1837, y que fueron criados con una educación occidental.
Jonathan Dove integra en su música minimalista elementos africanos y javaneses. Utiliza incluso elementos de estas culturas, como la marimba o las teclas negras del piano para evocar sonidos africanos, las teclas blancas para la parte holandesa y el gamelan para la javanesa. Cuando hay escenas con los tres elementos (Holanda, África, Java) se usa toda esta diversa instrumentación, lo que produce una disonancia que refleja el choque de las diversas culturas.